# ジェームズ・ムサ
ジェームズ・ムサ（James Musa、1992年4月1日 - ）は、イングランド出身のサッカー選手。コロラドスプリングス・スイッチバックスFC所属。ポジションはMF。元サッカーニュージーランド代表。

## クラブ経歴
ウェリントン・フェニックスFCのU-21チームでのプレーを経て、2010年6月にクラブとプロ契約を締結した。2010年11月27日、メルボルン・ビクトリーとの試合でクラブ史上3番目に若いプロデビューを飾った。
2012年1月、ニュージーランドリーグ2部のワイタケレ・シティFCに加入。
2011年10月20日、ニュージーランド1部のチーム・ウェリントンFCに移籍。
2012年8月31日、トライアルを経てイングランド・プレミアリーグのフラムFCと延長オプション付き単年契約を結んだ。
2013年1月4日、カンファレンス・ナショナル（5部相当）のヘレフォード・ユナイテッドFCにレンタル移籍することが発表された。
2012-13シーズン終了後、契約満了によりフラムFCを退団。ニュージーランドに帰国し、2013年9月にチーム・ウェリントンFCに再加入。
2015年2月25日、ユナイテッドサッカーリーグのセントルイスFCに加入。
2015年11月、チーム・ウェリントンFCに3度目の加入。
2015年12月、セントルイスFCに再加入。
2016年11月30日、スポルティング・カンザスシティのリザーブチームであるスウォープパーク・レンジャーズに加入。2017年8月、トップチームのスポルティング・カンザスシティと契約を締結した。
2018年3月1日、ユナイテッドサッカーリーグのフェニックス・ライジングFCに加入。
2020年1月17日、メジャーリーグサッカーのミネソタ・ユナイテッドFCに加入。
2021年3月5日、フェニックス・ライジングFCに復帰。
2022年11月18日、コロラドスプリングス・スイッチバックスFCに移籍。

## 代表歴
2011年4月のOFC U-20選手権と韓国の水原杯に出場するために、U-20代表チームに選ばれた。OFC U-20選手権ではグループステージでハットトリックを達成し、チームのトーナメント優勝およびFIFA U-20ワールドカップ出場権獲得に貢献した。U-20ワールドカップではグループステージの3試合（カメルーン、ウルグアイ、ポルトガル）すべてに出場した。
2012年6月21日、2012年ロンドン夏季オリンピックの登録メンバー18人の1人として選出された。同大会ではグループステージのエジプト代表戦で、負傷したイアン・ホッグに代わって63分から途中出場した。
2014年5月30日、オークランドで行われた南アフリカ代表との親善試合でフル代表デビューを果たした。